# Nathan Abshire
Nathan Abshire (Gueydan, 27 juni 1913 - Basile, 13 mei 1981) was een cajun-muzikant en componist. Hij zong en speelde diatonische accordeon. 

## Leven
Abshire stamde uit een muzikale familie. Zijn vader Lennis (Lanas) Abshire, moeder en ook een oom speelden accordeon en zij leerden hem spelen. Al van zijn achtste trad hij op. Hij speelde bij de bekende cajunbands Happy Fats and His Rayne-Bo Ramblers en The Hackberry Ramblers. Zijn eerste opnamen maakte hij in 1935 voor RCA Bluebird Company. In de jaren 30 en 40 overheerste het genre van de Western Swing in de cajunmuziek. Hierin was er geen plaats voor de accordeon uit de traditionele cajunmuziek. Abshire probeerde zich zonder veel succes om te scholen tot violist.
In 1942 werd Abshire opgeroepen voor het leger, maar door zijn ongeletterdheid, zijn gebrekkige kennis van het Engels en na een ongeval werd hij na korte tijd ontslagen. Na de oorlog verhuisde hij met zijn vrouw naar Basile. In de jaren 50 was er hernieuwde belangstelling in de cajunmuziek met traditionele bezetting van accordeon en viool. In de jaren 60 kwam er ook belangstelling van buiten de eigen gemeenschap voor zijn muziek. Hij trad op doorheen de Verenigde Staten en Canada. Samen met de Balfa Brothers trad Abshire op in 1967 op het Newport Folk Festival en hij verscheen ook in verschillende documentaires. Toch leefde Abshire zijn ganse leven in relatieve armoede en oefende hij verschillende bescheiden baantjes uit.
Abshires bekendste compositie is Pine Grove Blues, dat hij voor het eerst in 1949 opnam. Zijn spel en zang zijn beïnvloed door gekleurde (creole) artiesten zoals Amédé Ardoin en zo ook door de blues. Abshire werd opgenomen in de Hall of Fame van de Cajun French Music Association.